# Ганс-Герріт фон Штокгаузен
Ганс-Герріт фон Штокгаузен (нім. Hans-Gerrit von Stockhausen; 11 серпня 1907, Кассель — 15 січня 1943, Берлін) — німецький офіцер-підводник, корветтен-капітан крігсмаріне. Кавалер Лицарського хреста Залізного хреста.

## Біографія
1 квітня 1926 року вступив на флот. Служив на міноносці «Ягуар». В 1935 році переведений в підводний флот і 30 листопада призначений командиром підводного човна U-13. З 30 вересня 1937 по грудень 1939 року займав керівні посади в командуванні підводним флотом, був один з помічників Карла Деніца в створенні флоту. З 15 лютого 1940 року — командир U-65 (Тип IX-B), на якому здійснив 5 походів (провівши в морі в цілому 195 днів). Всього за час бойових дій потопив 13 кораблів загальною водотоннажністю 66 174 тонни і пошкодив 3 корабля водотоннажністю 22 490 тонн.
| Дата              | Назва корабля              | Тип               | Тоннаж | Вантаж                                                                                     | Екіпаж | Загинули              | Країна             | Конвой |
| ----------------- | -------------------------- | ----------------- | ------ | ------------------------------------------------------------------------------------------ | ------ | --------------------- | ------------------ | ------ |
| 21 червня 1940    | Berenice                   | Торговий пароплав | 1,177  | 1000 тонн марганцевої руди і 22 пасажири                                                   | 47     | 39 (з них 21 пасажир) | Нідерланди         |        |
| 22 червня 1940    | Monique                    | Паровий танкер    | 7,011  | 10 000 тонн сирої нафти                                                                    | ?      | Весь екіпаж           | Франція            |        |
| 30 червня 1940    | Clan Ogilvy (пошкоджений)  | Торговий пароплав | 5,802  | Генеральні вантажі, включаючи чай, арахіс, хром та марганцеву руду                         | 82     | 0                     | Британська імперія | SL-36  |
| 1 липня 1940      | Amstelland (пошкоджений)   | Торговий пароплав | 8,156  | Баласт                                                                                     | 40     | 1                     | Нідерланди         | OA-175 |
| 15 вересня 1940   | Hird                       | Торговий теплохід | 4,950  | 8101 тонн генеральних вантажів, включаючи смолу, пиломатеріали та 197 тонн чорного вуглецю | 30     | 0                     | Норвегія           | HX-70  |
| 17 вересня 1940   | Tregenna                   | Торговий пароплав | 5,242  | 8000 тонн сталі                                                                            | 37     | 33                    | Британська імперія | HX-71  |
| 15 листопада 1940 | Kohinur                    | Торговий пароплав | 5,168  | Урядові товари                                                                             | 85     | 17                    | Британська імперія | OB-235 |
| 15 листопада 1940 | Havbør                     | Тепловий танкер   | 7,614  | 11 500 тонн сирої нафти                                                                    | 64     | 60                    | Норвегія           |        |
| 16 листопада 1940 | Fabian                     | Торговий пароплав | 3,059  | 4000 тонн генеральних вантажів                                                             | 39     | 6                     | Британська імперія | OB-234 |
| 18 листопада 1940 | Congonian                  | Тепловий танкер   | 5,065  | Баласт                                                                                     | 36     | 1                     | Британська імперія |        |
| 21 грудня 1940    | Charles Pratt              | Паровий танкер    | 8,982  | 96 069 барелів мазуту                                                                      | 42     | 2                     | Панама             |        |
| 24 грудня 1940    | British Premier            | Паровий танкер    | 5,872  | 8 000 тонн сирої нафти                                                                     | 45     | 32                    | Британська імперія | SLS-60 |
| 27 грудня 1940    | Risanger                   | Торговий пароплав | 5,455  | Вугілля та транспортні засоби                                                              | 29     | 0                     | Норвегія           |        |
| 31 грудня 1940    | British Zeal (пошкоджений) | Тепловий танкер   | 8,532  | Баласт (вода)                                                                              | 50     | 0                     | Британська імперія | OB-260 |
| 2 січня 1941      | Nalgora                    | Торговий пароплав | 6,579  | Противибухове спорядження                                                                  | 105    | 0                     | Британська імперія | OB-261 |

З 24 березня 1941 року — командир 26-ї флотилії підводних човнів. Загинув в автокатастрофі.

## Звання
- Кандидат в офіцери (1 квітня 1926)
- Морський кадет (12 жовтня 1926)
- Фенріх-цур-зее (1 квітня 1928)
- Оберфенріх-цур-зее (1 червня 1930)
- Лейтенант-цур-зее (1 жовтня 1930)
- Оберлейтенант-цур-зее (1 жовтня 1932)
- Капітан-лейтенант (1 квітня 1936)
- Корветтен-капітан (1 листопада 1940)

## Нагороди
- Медаль «За вислугу років у Вермахті» 4-го і 3-го класу (12 років)
- Медаль «У пам'ять 1 жовтня 1938»
- Залізний хрест 2-го і 1-го класу
- Нагрудний знак підводника
- Лицарський хрест Залізного хреста (14 січня 1941)
- Тричі відзначений у Вермахтберіхт